# Eriosphaeria membranacea
Eriosphaeria membranacea är en svampart som först beskrevs av Berk. & Broome, och fick sitt nu gällande namn av Pier Andrea Saccardo 1882. Eriosphaeria membranacea ingår i släktet Eriosphaeria och familjen Trichosphaeriaceae.   Inga underarter finns listade i Catalogue of Life.